# Monti Munnijskij
I monti Munnijskij (in russo Муннийский хребет?; in lingua sacha: Мунньи сис) sono una catena montuosa della Siberia Orientale che fa parte del sistema montuoso dei Monti di Verchojansk. Si trovano nella Sacha (Jacuzia), in Russia.

## Geografia
I Munnijskij si allungano per circa 160 km in direzione nord-ovest/sud-est nella parte sud-occidentale dei monti di Verchojansk, tra la catena dei monti Kel'terskij a nord-est e la catena dei Sorkinskij a sud-ovest, correndo in una direzione più o meno parallela ad entrambe le catene. L'estremità occidentale è delimitata dalla valle del Munni (il ramo sorgentizio di destra del Beljanka), oltre la quale si innalzano i monti Muosučanskij e i Bygynskij. Mentre all'estremità orientale della catena, oltre la valle del fiume Kele, si estendono verso est i monti Sordoginskij. 
Il fiume Tumara attraversa la catena all'incirca nella sua parte centro-sud e il villaggio di Segjan-Kjuël' si trova sulla sua riva destra, alle pendici delle montagne. Il punto più alto della catena Munnijskij è un picco senza nome di 1784 m, situato all'estremità settentrionale.